# Siebenarmiger Oktopus
Der Siebenarmige Oktopus (Haliphron atlanticus) ist ein Kopffüßer aus der Ordnung der Kraken (Octopoda), der mit Ausnahme der Polarmeere und der kalt-gemäßigten Zonen in allen Weltmeeren aber auch im Mittelmeer und anderen Nebenmeeren etwa zwischen 43°N und 45°S vorkommt. Im Bereich der Nordsee lebt der Krake auch weiter nördlich, an der Küste Norwegens bis 60 oder 68°N.

## Merkmale

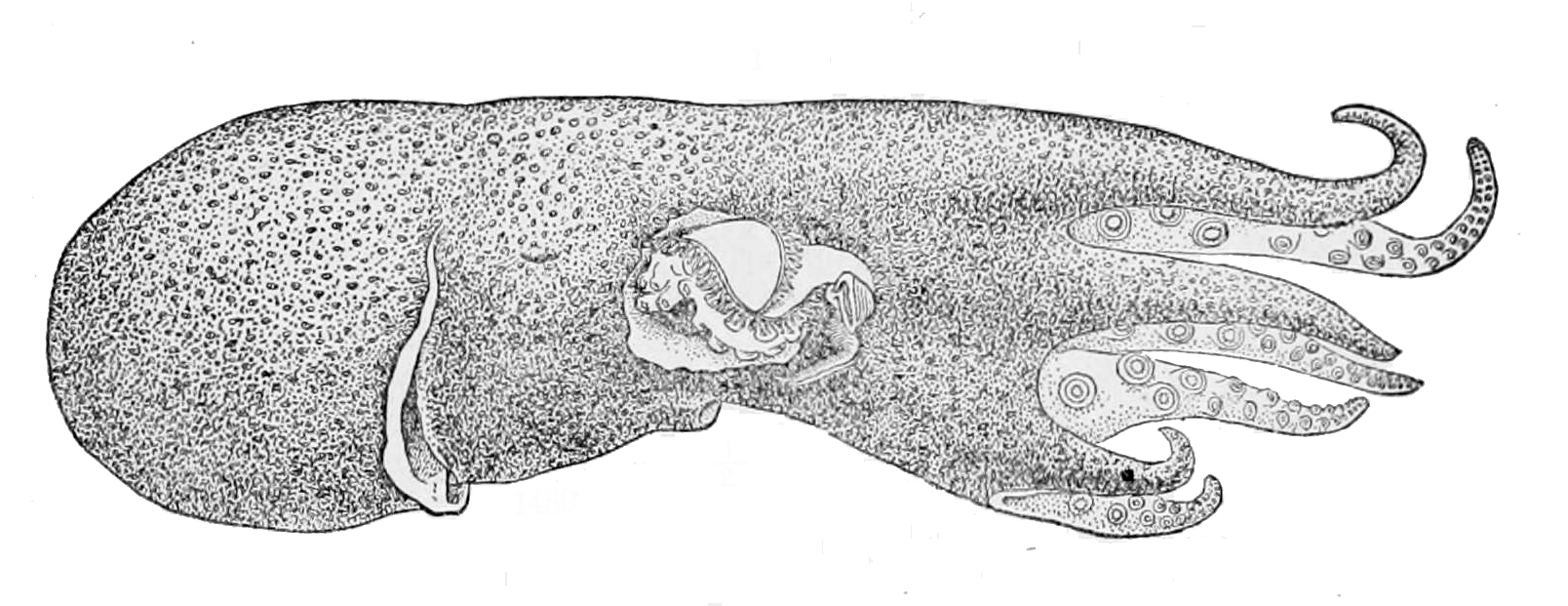
Männchen, Seitenansicht. Hectocotylus im Gewebesack in der Mitte der Zeichnung

Der Siebenarmige Oktopus hat einen gelatinartig weichen Körper, der aber gut pigmentiert ist, so dass die darunter liegende
Muskulatur verborgen ist. Der Mantel ist kurz und breit. Die Augen sind groß; ihr Durchmesser kann bis zu einem Drittel der Mantellänge betragen. Die Arme sind relativ kurz und unterschiedlich lang. Zwischen allen Armen befinden sich breite Schwimmhäute. Die Saugnäpfe sind klein. Sie sind meist in zwei Reihen angeordnet, in der Nähe des Mauls können sie aber in einer Reihe stehen. Vergrößerte Saugnäpfe fehlen. Der Trichter befindet sich unterhalb Augen. Der Trichter kann mit hakenartigen Muskelfalten an den Rändern und einem entsprechenden System von Rillen auf dem Mantel verschlossen werden. Der Eingeweidesack ist relativ klein. Ein Tintensack ist vorhanden.
Der Siebenarmige Oktopus zeigt einen deutlichen Geschlechtsdimorphismus. Die Männchen sind viel kleiner als die Weibchen. Der Mantel der Weibchen kann bis zu 69 Zentimeter lang sein und ihre Gesamtlänge kann bis zu 4 Meter betragen, der Mantel der Männchen wird nur wenig länger als 10 Zentimeter und sie erreichen nur eine Gesamtlänge von 20 Zentimeter. Weibchen können ein Maximalgewicht von 75 kg erreichen. Sie sind dann so weich, dass sie außerhalb des Wassers ihre natürliche Form nicht beibehalten können und in einen großen Topf gelegt, diesen wie eine Geleemasse ausfüllen. Der dritte rechte Arm der Männchen ist zur Paarung als Hectocotylus ausgebildet und liegt in der Regel eingerollt in einem kleinen Gewebesack vor dem rechten Auge. Die Männchen scheinen daher nur sieben Arme zu haben. Bei der Paarung löst das Männchen den Hectocotylus vollständig ab und übergibt ihn an das Weibchen.

## Lebensraum und Lebensweise

Ventralansicht eines Weibchens, das im Oktober 2000 auf der Meeresoberfläche bei Madeira schwimmend gefunden wurde. Das Individuum hatte eine Länge von etwa 1 m.

Über die Lebensweise des Siebenarmigen Oktopus ist nur wenig bekannt. Die Tiere wurden mit Grundschleppnetzen auf den Kontinentalschelfen und an den Kontinentalhängen in Tiefen von 100 bis 3173 Metern gefangen, aufgrund ihres gelatinartigen Körpers meist stark fragmentiert. Da die Kopffüßer nachts oft nah der Oberfläche bis in Tiefen von 100 Metern, tagsüber aber in Tiefen von 600 bis 700 Metern gefangen werden, nimmt man an, dass sie Vertikalwanderungen unternehmen. Ihren Laich tragen die Weibchen an der Basis der Arme in der Nähe des Mauls mit sich herum. Der Siebenarmige Oktopus ernährt sich vor allem von Quallen, Salpen und anderem gallertartigen Zooplankton. Die Kraken werden ihrerseits von Pottwalen, sowie von Schwertfischen, Thunfischen, Haien und anderen Raubfischen gefressen.

## Systematik
Art und Gattung wurden 1861 durch den dänischen Naturforscher Japetus Steenstrup erstmals wissenschaftlich beschrieben. Die Erstbeschreibung der Familie Alloposidae erfolgte 1881 durch den amerikanischen Zoologen Addison Emery Verrill mit der Beschreibung der Krakengattung Alloposus, die heute als Synonym von Haliphron gilt. Haliphron atlanticus ist die einzige Art der Alloposidae. In der Ordnung der Kraken gehört die Familie Alloposidae zur Verwandtschaft der Papierboote oder Argonauten (Argonauta/Argonautidae) und bildet mit diesen und zwei weiteren Familien (Ocythoidae und Tremoctopodidae) die Überfamilie Argonautoidea.